# Konstanta disocijacije
U hemiji, biohemiji, i farmakologiji, konstanta disocijacije je specifični tip konstante ravnoteže koji meri sklonost objekta da se reverzibilno razdvoji (disocira) u manje komponente. Primeri disocijacije su razdvajanje hemijskog kompleksa u molekularne komponente, i razdvajanje soli u jonske komponente. Konstanta disocijacije se obično obeležava sa {\displaystyle K_{d}}, i one je recipročna vrednost konstante asocijacije. U specijalnom slučaju soli, konstanta disocijacije može isto tako da se zove konstanta jonizacije.
Za opštu reakciju
{\displaystyle \mathrm {A} _{x}\mathrm {B} _{y}\rightleftharpoons x\mathrm {A} +y\mathrm {B} }
u kojoj se kompleks {\displaystyle \mathrm {A} _{x}\mathrm {B} _{y}} razdvaja u x A 
podjedinica i y B podjedinica, konstanta disocijacije se definiše sa:
{\displaystyle K_{d}={\frac {[A]^{x}\times [B]^{y}}{[A_{x}B_{y}]}}}
gde su [A], , i  koncentracije A, B, odnosno kompleksa .

## Protein-ligand vezivanje
Konstanta disocijacije se obično koristi za opisivanje afiniteta između ligand ({\displaystyle \mathrm {L} }) (poput lekaa) i proteina ({\displaystyle \mathrm {P} }), i.e. kako čvrsto se ligand vezuje za određeni protein. Ligand-protein afiniteti su pod utjecajem ne-kovalentnih intermolekulskih interakcija između dva molekula, kao što su vodonične veze, elektrostatike interakcije, hidrofobne i Van der Valsove veze. Kd je takođe zavisan od koncentracije drugih makromolekula, koji uzrokuju makromolekularnu gužvu.
Formiranje ligand-protein kompleksa ({\displaystyle \mathrm {C} }) se može se može opisati sledećim procesom
{\displaystyle \mathrm {C} \rightleftharpoons \mathrm {P} +\mathrm {L} }
čija konstanta disocijacije se definiše sa
{\displaystyle K_{d}={\frac {\left[\mathrm {P} \right]\left[\mathrm {L} \right]}{\left[\mathrm {C} \right]}}}
gde [{\displaystyle \mathrm {P} }], [{\displaystyle \mathrm {L} }] i [{\displaystyle \mathrm {C} }] označavaju molarne koncentracije proteina, liganda i kompleksa.
Konstanta disocijacije ima molarne jedinice (M), koje odgovaraju koncentraciji liganda [{\displaystyle \mathrm {L} }] na kojoj je polovina mesta vezivanja na proteinu zauzeta, i.e. koncentracija liganda, na kojoj je koncentracija proteina sa vezanim ligandom [{\displaystyle \mathrm {C} }], jednaka koncentraciji proteina bez vezanog liganda [{\displaystyle \mathrm {P} }]. Što je manja konstanta disocijacije, to je čvršće ligand vezan, ili to je veći afinitet liganda i proteina. Na primer, ligand sa nanomolarnom (nM) konstantom disocijacije se vezuje čvršće za određeni protein nego ligand sa makromolarnom ({\displaystyle \mu }M) konstantom disocijacije.
Pod-nanomolarne konstante disocijacije kao rezultat ne-kovalentnih vezujućih interakcija između dva molekula su retke. Ipak, postoje neki važni izuzeci. Biotin i avidin se vezuju sa konstantama disocijacije od oko {\displaystyle 10^{-15}} M = 1 fM = 0.000001 nM. Proteinski inhibitori ribonukleaza isto tako mogu da vežu ribonukleaze sa sličnim {\displaystyle 10^{-15}} M afinitetom.
Konstanta disocijacije za pojedine ligand-protein interakcije je u znatno meri zavisna eksperimentalnih uslova (npr. temperatura, pH i koncentracija soli). Efekata različitih eksperimentalnih uslova je da efektivno menjaju jačinu intermolekularnih interakcija koje vezuju data ligand-protein kompleks.
Lijekovi mogu proizvesti štetne nuspojave putem interakcija s proteinima sa kojima nisu namenjeni ili dizajnirani da interaguju. Zbog toga je znatan deo farmaceutskih istraživanja usmeren na dizajn lekova koji se vezuju samo za njihove ciljane proteine s visokim afinitetom (tipično 0.1-10 nM) ili ka poboljšanju afiniteta pojedinog leka i njegovog in-vivo proteinskog cilja.

## Literatura
1. ↑  Zhou HX, Rivas G, Minton AP (2008). „Macromolecular crowding and confinement: biochemical, biophysical, and potential physiological consequences”. Annual Review of Biophysics. 37: 375—97. PMC 2826134 . PMID 18573087. doi:10.1146/annurev.biophys.37.032807.125817.
2. ↑  Minton AP (2001). „The influence of macromolecular crowding and macromolecular confinement on biochemical reactions in physiological media”. The Journal of Biological Chemistry. 276 (14): 10577—80. PMID 11279227. doi:10.1074/jbc.R100005200.
3. ↑  Livnah O, Bayer EA, Wilchek M, Sussman JL (1993). „Three-dimensional structures of avidin and the avidin-biotin complex”. Proceedings of the National Academy of Sciences of the United States of America. 90 (11): 5076—80. PMC 46657 . PMID 8506353.
4. ↑  Johnson RJ, McCoy JG, Bingman CA, Phillips GN, Raines RT (2007). „Inhibition of human pancreatic ribonuclease by the human ribonuclease inhibitor protein”. Journal of Molecular Biology. 368 (2): 434—49. PMC 1993901 . PMID 17350650. doi:10.1016/j.jmb.2007.02.005.